# Architecture in Helsinki
Architecture in Helsinki ist ein australisches Twee-Pop-Musik-Ensemble, ansässig in Northcote, Melbourne und besteht aus Cameron Bird, Gus Franklin, Jamie Mildren, Sam Perry, und Kellie Sutherland. Die Auswahl der Instrumente ist ähnlich der von australischen High-School-Bands, zudem setzen sie oft Blechblasinstrumente und Blockflöten ein. Architecture in Helsinki machen seit dem Jahr 2000 zusammen Musik und verbinden Elemente aus Indie, Elektro und Popmusik.

## Geschichte
Ihr Debüt-Album Fingers Crossed wurde 2002 an vielen verschiedenen Orten aufgenommen, unter anderem in Strandhäusern, aber auch in richtigen Studios. Es wurde im Februar 2003 von Trifekta veröffentlicht. Ihr zweites Album In Case We Die veröffentlichten sie 2005 unter ihrem eigenen Label „Tailem Bend“.
Zuletzt steuerten sie zum Album Do It Again: A Tribute to Pet Sounds (Indie-Künstler interpretieren das klassische Beach-Boys-Album) die Neuaufnahme des Titelsongs bei.
Das Lied Escapee wurde als Soundtrack für die Fußballsimulation FIFA 12 ausgewählt.
Zudem ist Architecture in Helsinki eine der ersten Bands, die es alleine dadurch geschafft hat bekannt zu werden, dass sie im Internet eine große Präsenz hergestellt hat und damit Hörer in der ganzen Welt gewinnen konnte.

## Stil
Das musikalische Repertoire der Band ist sehr facettenreich, so setzen sie neben eher typischen Instrumenten wie Gitarre, Bass und Schlagzeug auch viele andere Instrumente ein, wie analoge Synthesizer, Sampler, Glockenspiele, Tuben, Klarinetten, Oboen und Blockflöten.

## Diskografie

### Alben
- 2002: Fingers Crossed (Trifekta)
- 2005: In Case We Die (Art School Dropout)
- 2007: Places Like This (Polyvinyl Record Company)
- 2011: Moment Bends (V2 Records)
- 2014: Now + 4eva (Casual Workout)

### Singles und EPs
- 2003: Like a Call (Trifekta)
- 2003: Kindling, EP (Trifekta)
- 2004: Keepsake, EP (Trifekta)
- 2005: Do the Whirlwind, EP (Moshi Moshi Records / Tailem Bend)
- 2005: Maybe You Can Owe Me / It's 5! (Moshi Moshi Records)
- 2007: Heart It Races (Tailem Bend / Cooperative Music)
- 2007: Hold Music (Tailem Bend / Cooperative Music)
- 2008: Like It or Not (Polyvinyl Record Company)
- 2008: That Beep (Polyvinyl Record Company)
- 2011: Escapee (V2 Records / Cooperative Music)
- 2014: I Might Survive

### Diverse
- 2006: Do It Again: A Tribute to Pet Sounds
- 2006: We Died, They Remixed (Remixalbum von In Case We Die)